# Mackenbach
Mackenbach település Németországban, Rajna-vidék-Pfalz tartományban. Lakosainak száma 2156 fő (2023. december 31.).

## Népesség
A település népességének változása:
| Lakosok száma | 1663 | 1982 | 1972 | 2087 | 2168 | 2156 |
|               | 1975 | 2017 | 2019 | 2021 | 2022 | 2023 |